# Hungry Hearts
Hungry Hearts is een Italiaanse film uit 2014 onder regie van Saverio Costanzo. De film ging in première op 31 augustus op het Filmfestival van Venetië in de competitie.

## Verhaal
Jude en Mina zijn een jong koppel in New York dat hun gelukkig huwelijk bedreigd ziet wanneer ze geconfronteerd worden met een strijd voor leven en dood.

## Rolverdeling
| Acteur             | Personage        |
| ------------------ | ---------------- |
| Adam driver        | Jude             |
| Alba Rohrwacher    | Mina             |
| Roberta Maxwell    | Anne             |
| Jake Weber         | Dr. Bill         |
| Natalie Gold       | Jennifer Donadio |
| Victor Williams    |                  |
| Victoria Cartagena | Monica           |

## Prijzen & nominaties
| jaar | prijs                    | categorie                                | genomineerde(n)   | uitslag     |
| ---- | ------------------------ | ---------------------------------------- | ----------------- | ----------- |
| 2014 | Filmfestival van Venetië | Gouden Leeuw                             | Saverio Constanzo | Genomineerd |
| 2014 | Filmfestival van Venetië | Coppa Volpi voor beste acteur            | Adam Driver       | Gewonnen    |
| 2014 | Filmfestival van Venetië | Coppa Volpi voor beste actrice           | Alba Rohrwacher   | Gewonnen    |
| 2014 | Filmfestival van Venetië | Pasinetti Award voor beste actrice       | Alba Rohrwacher   | Gewonnen    |
| 2014 | Filmfestival van Venetië | Special Pasinetti Award voor beste regie | Saverio Constanzo | Gewonnen    |
| 2014 | Filmfestival van Venetië | Cinema for UNICEF Award                  | Saverio Constanzo | Gewonnen    |